# Der Herzog von Reichstadt (film, 1931)
Pour les articles homonymes, voir Der Herzog von Reichstadt.
Pour plus de détails, voir Fiche technique et Distribution.
Der Herzog von Reichstadt est un film germano-français réalisé par Viktor Tourjanski, sorti en 1931.
Pour la version française voir L'Aiglon (film, 1931).

## Synopsis
La vie et la mort de l'Aiglon.

## Fiche technique
- Titre original : Der Herzog von Reichstadt
- Réalisation : Viktor Tourjanski
- Scénario : Wolfgang Goetz, Adolf E. Licho et Pierre-Gilles Veber d'après la pièce L'Aiglon d'Edmond Rostand
- Photographie : Franz Planer
- Pays d'origine : République de Weimar - France
- Format : Noir et blanc - Mono
- Genre : historique
- Date de sortie : 1931

## Distribution
- Walter Edthofer : Herzog von Reichstadt
- Lien Deyers : Maria Louise
- Grete Natzler : Fanny Elssler
- Alfred Abel : Hofrat Gentz
- Kitty Aschenbach : Herzogin v. Parma
- Margarete Hruby : Gräfin Camerata
- Eugen Klöpfer : Grenadier Flambeau
- Hans Heinrich von Twardowski